# Maler
Maler, pseudonimo di Mattia Andreoli (Isola della Scala, 2 aprile 1972), è un cantautore italiano.
Nel corso della sua carriera ha vinto premi di rilevanza nazionale come il Premio Città di Recanati e il Premio Siae/Club Tenco.

## Biografia
Dopo aver svolto l'attività di vignettista per diverse riviste, nel 2002 inizia il suo percorso di cantautore instaurando un solido sodalizio artistico con l'arrangiatore Giancarlo Di Maria che è anche produttore e coautore della parte musicale di tutti i brani di Maler pubblicati fino ad oggi. Maler risulta autore di tutti i testi e coautore della parte musicale. Nel 2003 partecipa al Festival di San Marino con il brano Carmelita. Nel 2004 è tra i vincitori del Premio Città di Recanati con il brano Bianca ed è finalista al Premio De André con Difficile l'amore.
Nella primavera del 2006 il brano Demone del tardi è uno dei più programmati all'interno della nota trasmissione radiofonica Viva Radio 2 di Fiorello e Marco Baldini. Lo stesso anno al cantautore viene assegnato, nell'ambito del Premio Tenco, il Premio Siae/Club Tenco come miglior autore emergente. 
Il 1º dicembre 2006 Maler pubblica per l'etichetta discografica Irma Records il suo primo disco Dell'ora o del mai , che riceve i favori della critica. Il cd viene pubblicato anche in Ucraina nel 2008 dall'etichetta Winner Records.
Nel 2008 è ospite della raccolta Bruno Lauzi e il Club Tenco con la cover della canzone La donna del sud.
Il 1º settembre 2010 esce Mutamento il suo secondo album, pubblicato e diffuso dall'etichetta discografica Parametri Musicali nei negozi di musica online.
Maler, con l'inedito Salamandra, è inserito nel progetto La leva cantautorale degli anni zero e nell'omonimo doppio album pubblicato il 9 novembre 2010 dall'etichetta Ala Bianca e realizzato dal MEI  e dal Club Tenco per far conoscere la nuova canzone d'autore italiana.
Nel 2012, con il nickname "edelman", figura nello staff del sito satirico Spinoza.it. e collabora come autore satirico con Il Fatto Quotidiano.
L'anno successivo, in ottobre, Demone del tardi diventa la sigla dell’omonima trasmissione di Radio Popolare condotta da Gianmarco Bachi e l’album Dell'ora o del mai viene ristampato. In occasione della festa per il quarantennale di Radio Popolare, il cantautore torna sulle scene e si esibisce, accompagnato da Thomas Sinigaglia, in un concerto per voce e fisarmonica al Teatro La Cucina di Milano che registra il tutto esaurito.
Il 28 maggio 2018 vede la luce Mu, un progetto ispirato alla vita e alle opere di Joseph Roth composto da un album di quindici canzoni per voce, pianoforte e fisarmonica edito da Parametri Musicali, un audiolibro che racconta la vita dello scrittore austriaco e una favola in e-Book che ne reinventa l’infanzia, editi da Quondam. Il lavoro è stato presentato dallo stesso autore il 28 maggio 2019 nell'ambito delle "Giornate di studio per l'ottantesimo anniversario della morte di Joseph Roth", organizzate dall'Università della Sorbona di Parigi.
L'etichetta bolognese Molti Suoni il 1º dicembre 2021 pubblica sugli store digitali la compilation La raccolta che contiene il meglio della produzione dell’artista, dal disco d'esordio fino al lavoro più recente, Mu. Per la prima volta viene pubblicato digitalmente il brano Salamandra con cui Maler aveva preso parte al progetto La leva cantautorale degli anni zero promosso da MEI e Club Tenco.
Concepito durante il lockdown, viene pubblicato il 18 gennaio 2024 su tutti gli store di musica digitale l'album Canti lunari, un viaggio alla riscoperta del lato segreto della natura in 11 canzoni.

## Discografia

### Album
- 2006 - Dell'ora o del mai (Irma Records)
- 2010 - Mutamento (Parametri Musicali)
- 2018 - Mu (Parametri Musicali)
- 2024 - Canti lunari (Parametri Musicali)

### Raccolte
- 2021 - La raccolta (Molti Suoni)

### Singoli
- 2006 - Demone del tardi (Irma Records)
- 2010 - Mutamento (Parametri Musicali)
- 2010 - La perduta (Parametri Musicali)
- 2018 - Il mercante di coralli (Parametri Musicali)
- 2024 - La santa (Parametri Musicali)

### Compilation
- 2004 - XV Musicultura Festival   (RaiTrade/Elleu - IT) - Brano: Bianca
- 2006 - W Radio 2 - 2006   (Sony/Bmg - IT) - Brano: Demone del tardi
- 2007 - W La Radio   (Halidon - IT) - Brano: Demone del tardi
- 2007 - Bar Italia - Classic & new italian flavours (Nascente - UK) - Brano: Demone del tardi
- 2008 - Bruno Lauzi e il Club Tenco  (Ala Bianca - IT) - Brano: La donna del Sud (live)
- 2008 - Global Village   (Winner Records - UA) - Brano: Difficile l'amore
- 2009 - Geo 30 Ans (Vox Terrae - FR) - Brano: La strada che sai
- 2010 - La leva cantautorale degli anni zero  (Ala Bianca - IT) - Brano: Salamandra
- 2013 - A Roma (Allegretto Lounge, Vol.1)  (Karmaloft Music - DE) - Brani: Le fonti, La strada che sai
- 2014 - A Roma (Allegretto Lounge, Vol.2)  (Karmaloft Music - DE) - Brano: Un destino distante
- 2016 - Canzone Indie Italiana (Irma Records - IT) - Brano: Marialavita